# Postumus
Marcus Cassianius Latinius Postumus (Germania Inferior of Gallia Belgica, vermoedelijk tussen 215 en 225 - Mogontiacum, 269) was een Romeins keizer van de zomer van 260 tot begin 269. Hij was heerser over het Gallische Keizerrijk in oppositie tegen de keizers Gallienus en Claudius Gothicus en dus een usurpator. Postumus wordt door de meeste bronnen beschreven als een goede keizer. Hij wist met succesvolle veldtochten de Franken af te slaan en zo de westelijke provincies bij elkaar te houden.

## Afkomst en carrière
Er is niet veel bekend over het vroege leven van Postumus, maar men gelooft dat hij een Bataaf van eenvoudige komaf was, die door eigen bekwaamheid door de rangen van het leger opklom.
Zijn geboorteplaats Deusone zou volgens sommigen het huidige Diessen, een dorp ten zuidoosten van het huidige Tilburg geweest kunnen zijn. Dit lijkt echter onwaarschijnlijk aangezien in Diessen geen aanwijzingen voor bewoning in de Romeinse tijd zijn aangetroffen. Het lijkt wel zeker dat Postumus zich nauw verwant voelde met de god Hercules Deusoniensis. Tijdens zijn bijna tienjarige ambtsperiode droegen 26 verschillende muntslagen beeltenissen van deze god. Volgens sommige historici stond Deusoniensis voor het riviersysteem van de Dieze of nog breder dat van Dieze en Dommel, aangezien de Dieze nog tot in de Middeleeuwen als de hoofdstroom van dit riviersysteem werd gezien.
Hij was na 254 onder andere actief in het bestrijden van binnengevallen Franken en Alemannen. Om oorlog te kunnen voeren in het Oosten had keizer Valerianus I in 254 behoefte aan goed getrainde legionnairs. Hij onttrok daarom verscheidene van de beste eenheden aan de verdediging van de Rijngrens, met grote gevolgen. De Franken en Alemannen vielen al spoedig aan en lijken enige tijd vrij spel te hebben gehad. De archeologie laat zien wat er in 256 gebeurde. Een groot aantal Romeinse forten aan de Neder-Rijn werden verwoest. Krefeld en Augusta Treverorum (Trier) werden geplunderd, alleen Keulen bleef dankzij zijn dikke muren gespaard.
Daarna wist keizer Gallienus, de zoon van Valerianus en van 253-260 medekeizer, de Franken weer uit Gallië te verdrijven. Hij heroverde Augusta Treverorum (Trier) en reorganiseerde de verdediging van Germania Superior en Gallia Belgica. Postumus speelde bij deze strijd zeer waarschijnlijk met name in Germania Inferior een belangrijke rol. Uiteindelijk werd Postumus door keizer Valerianus I in de positie van keizerlijk legaat van Germania Inferior benoemd.

## Gebeurtenissen in 259-260
In het jaar 259 was de toestand weer genormaliseerd. Net op dat moment leek de geschiedenis zich echter te gaan herhalen. In 259 werd keizer Valerianus I in het Oosten opnieuw gedwongen tot een militaire campagne tegen het nieuw-Perzische rijk van de Sassaniden. Gallienus werd volledig in beslag genomen door de situatie aan de Donau-grens Bijgevolg liet Gallienus zijn jongste zoon, Saloninus, aan de Rijngrens achter onder bescherming van Silvanus, prefect van de pretoriaanse garde, en militaire bevelhebbers zoals Postumus.
De campagne van keizer Valerianus I verliep desastreus. Na een nederlaag werd de keizer door de Sassanische koning der koningen  Shapur I gevangengenomen. Hij zou nooit meer vrijgelaten worden. Toen dit nieuws in het voorjaar van 260 aan de Donau- en Rijngrens bekend raakte was dit het startsein voor een nieuwe invasies door onder andere Juthungen, Alemannen en Franken. Binnen een paar maanden stond een Germaanse macht van onder andere Juthungen en Alemannen in Noord-Italië, waar zij door Gallienus in de buurt van Mediolanum werden teruggeslagen.
Een uitzondering hierop vormde Germania Inferior. Postumus wist in de buurt van de tempel van Hercules Magusanus in Empel de binnenvallende Franken een zware nederlaag toe te brengen. Wel stond hij een deel van de verslagen Franken toe zich als boeren op ontvolkt Gallisch land te vestigen, op voorwaarde dat zij zich in samenwerking met de Romeinen tegen toekomstige invasies zouden verweren.
Nadat zij van Postumus' overwinning hadden gehoord maakte de jonge Caesar Saloninus daarin geadviseerd door zijn pretoriaanse prefect Silvanus (die eerder samen met Postumus het Romeinse beleid in Gallië had gecoördineerd) een dure fout. Hij eiste de overdracht van de Frankische buit naar zijn residentie in Colonia Claudia Ara Agrippinensium (Keulen). Woedend over deze eis riepen Postumus' troepen nu Postumus tot keizer uit. Zijn leger trok nu op naar Colonia Claudia Ara Agrippinensium, waar zij eenmaal aangekomen overgingen tot de belegering van en de aanval op deze stad.
Hierbij raakten Saloninus en Silvanus ingesloten in de belegerde stad. Na het doorbreken van de muren van de stad kwamen Silvanus en Saloninus om het leven. Het is niet zeker of Postumus of zijn troepen daarvoor verantwoordelijk waren. Dit was het begin van het Gallische keizerrijk, dat door de crisis in het Romeinse Rijk uiteindelijk 14 jaar zou bestaan. Het rijk bestond initieel uit Gallië, Raetia en Germania, en vanaf 261 ook uit Britannia en Hispania. Postumus zou een triomfboog oprichten om deze overwinning te gedenken.

## Keizer van het Gallische keizerrijk
Eenmaal keizer liet Postumus zichzelf op sommige tijdens zijn bewind geslagen munten afbeelden als hersteller van Gallië (Restitutor Galliarum) en de brenger van veiligheid naar de provincies (Salus Provinciarum). Voor 10 december 261 nam hij ook de titel van Germanicus Maximus aan, een titel die hij zichzelf toebedeelde na de succesvolle verdediging van Gallië tegen de Germanen.
Postumus werd in Gallië (met uitzondering van de Gallia Narbonensis) en in de twee Germania's en Raetia (slechts korte tijd) onmiddellijk als keizer erkend. In 261 erkenden ook Britannia en Hispania hem als keizer. Hij vestigde zijn hoofdstad in Colonia Claudia Ara Agrippinensium. Hier zette hij zo veel mogelijk van de traditionele Romeinse wetgevende en uitvoerende structuren op als hij maar kon. Naast zijn positie als keizer nam Postumus samen met een collega, Honoratianus, onmiddellijk het ambt van consul op zich.
Ook in Raetia werd hij al snel erkend, zoals blijkt uit de gebeurtenissen rondom een overwinning in 260 tegen een leger van Juthungen (een Germaans volk dat toen ten noorden van de Donau leefde) dat met vele gevangenen op de terugweg was van een plundertocht naar Italia, hoewel ze door Gallienus bij Mediolanum (Milaan) waren teruggeslagen. Onder het commando van Marcus Simplicinius Genialis verpletterde het Romeinse leger uit Germania Superior eind april 260 deze Juthungen in de buurt van het tegenwoordige Augsburg. Postumus ging er vervolgens toe over de buit onder zijn legioenen te verdelen.
Zijn voornaamste doelstelling toen hij zich tot keizer liet uitroepen lijkt de restauratie en de verdediging van de Rijngrens en het omliggende gebied te zijn geweest, een taak die hij met kracht ter hand nam. Hierdoor verwierf hij zich de bewondering van een reeks van antieke auteurs, die schreven dat hij de veiligheid had hersteld die deze provincies in het verleden hadden genoten. Postumus was zo succesvol in deze taak van het herstellen van de veiligheid en welvaart in de provincies die onder zijn directe controle stonden, dat de munten die hij liet slaan een hoger edelmetaal gehalte bezaten en van een betere kwaliteit waren dan de munten die namens Gallienus werden geslagen. Na vier jaar bezig te zijn geweest de Franken uit Gallië te verdrijven, rekruteerde Postumus Frankische troepen om in zijn leger tegen andere Franken te vechten. Hij verspreidde de door hem ingehuurde Frankische troepen waarschijnlijk over de bestaande Romeinse legereenheden in zijn gebied.
Het is bijna zeker dat Postumus in zijn strijd tegen de Franken een alliantie sloot met de Thüringers, een noordoostelijke buurstam van de Franken en Alamannen. Van deze alliantie is in de schriftelijke bronnen niets bekend. Wel kan deze alliantie worden afgeleid uit honderden gouden munten, waarop Postumus staat afgebeeld. Deze munten zijn alleen aangetroffen op het grondgebied van de Thuringi. De meest logische verklaring hiervoor is dat het hier een subsidie van Postumus aan de Thüringers betrof.
De belangrijkste bijdrage van Postumus om de stabiliteit van het Noord-Gallië te waarborgen was een nieuwe militaire strategie, die "verdediging in de diepte" wordt genoemd. Postumus begreep dat een lijn van forten langs de Rijn niet meer afdoende was: als de tribale strijders doorbraken, was het onmogelijk om hen te stoppen. Hij stationeerde daarom bewakingstroepen langs de lijn Aardenburg - Velzeke - Mechelen - Tongeren - Maastricht - Keulen. Daarachter plaatste hij mobiele cavalerie-eenheden, die zich snel naar sectoren met problemen konden verplaatsen. Door deze innovatie konden de Franken geen bedreiging meer vormen voor de belangrijke heerweg tussen Boulogne, Bavay, Tongeren en Keulen en de vruchtbare lössgronden ten zuiden van deze lijn, in die tijd de belangrijkste landbouwgebieden. Dit systeem van "verdediging in de diepte" was overigens geen eigen vinding van Postumus. Hij nam dit over van zijn concurrent  Gallienus, die dit systeem aan de Donau had geïntroduceerd. Een soortgelijk systeem werd langs de Midden-Rijn geïntroduceerd, waar Midden-Gallië tegen de Alamannen werd verdedigd.
Net zoals zijn keizerlijke voorgangers werd hij benoemd tot pontifex maximus van de staat. Elk jaar nam hij de tribunale macht aan. Hij stelde een senaat en een pretoriaanse garde in. In lijn met zijn machtsbasis schijnen de belangrijkste leden van Postumus' regering uit het noorden van Gallië afkomstig te zijn geweest. Na zijn aantreden raakte het gehele regeringsapparaat al snel vergalliceerd. De latere keizers Victorinus en Tetricus I, belangrijke leden van Postumus' regering, waren afkomstig uit Noord-Gallië.

## Gevechten tegen Gallienus

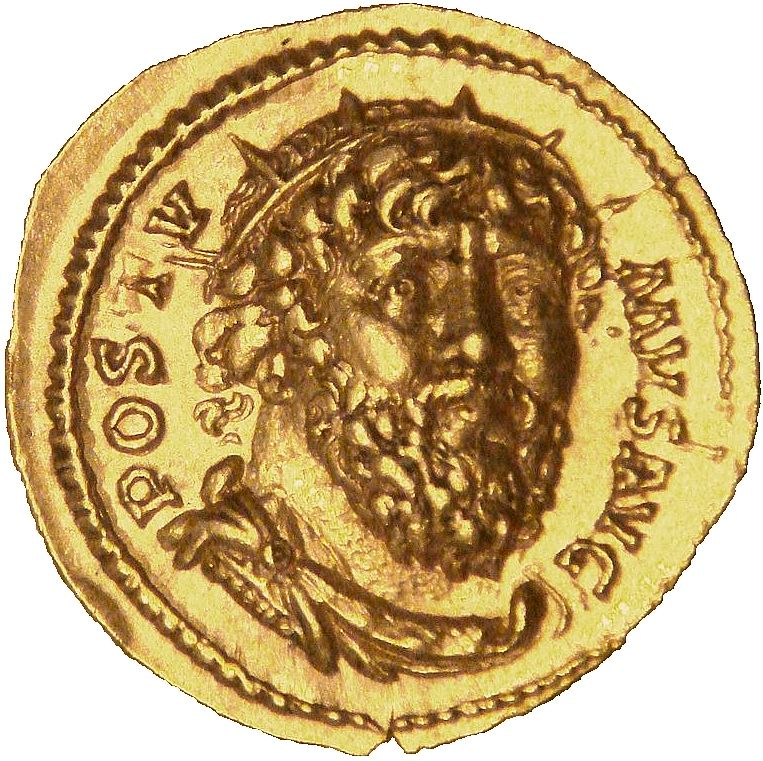
Opmerkelijk portret van Postumus op een gouden aureus uit 268.

Keizer Gallienus had het veel te druk met opstanden van de usurpatoren Macrianus Minor in Pannonië en Quietus in Egypte, zodat er aanvankelijk van tegenstand tegen Postumus nauwelijks sprake was.
In 265 had Gallienus genoeg van Postumus en probeerde hij tot twee keer toe hem te verslaan. De eerste keer dankte Postumus zijn leven aan de onvoorzichtigheid van Gallienus' cavaleriecommandant Aureolus, de tweede keer werd Gallienus getroffen door een pijl en trok hij zich terug. Daarna liet hij Postumus maar begaan, aangezien deze geen bedreiging voor Rome was. Postumus probeerde na 261 niet meer zijn rijk te vergroten. Overigens beschouwde Postumus het Gallo-Romeinse rijk niet als een onafhankelijk land, maar beweerde hij keizer van het hele Romeinse Rijk te zijn.
Tegen het einde van het jaar 265 verkondigden Postumus' munten trots zijn overwinning op Gallienus en de festiviteiten rondom zijn vijfjarig lustrum (quinquennalia) liepen door tot in het volgende jaar. Het bewind van Postumus stond in 267 nauwelijks onder druk, maar een plotselinge verlaging van het percentage edelmetaal in de door hem geslagen munten in 268 laat zien dat Postumus toch met financiële problemen werd geconfronteerd. Blijkbaar waren zijn belastinginkomsten niet toereikend om zijn leger te betalen, vandaar de feitelijke devaluatie van de munt. Dergelijke maatregelen leidden tot groeiende ontevredenheid van het leger.
Niettemin kreeg Postumus in 268 een gouden kans in de schoot geworpen toen Aureolus, de generaal van Gallienus die het bevel over Mediolanum (Milaan) voerde, openlijk van kant verwisselde en zich met Postumus verbond. De stad Mediolanum was van cruciaal belang voor Postumus als hij een mars op Rome in de zin had. Om wat voor reden dan ook gaf Postumus echter geen steun aan Aureolus, toen deze in Mediolanum werd belegerd door Gallienus. Voor het einde van de noordelijke zomer in 268 leidden de gebeurtenissen in Mediolanum tot de moord op Gallienus, de nederlaag van Aureolus, en het bestijgen van de keizerskroon door Claudius II. Het leidde ook tot een opeenvolging van gebeurtenissen, die het einde van het bewind van Postumus in Gallië inluidde.

## Opstand van Laelianus, moord op Postumus
Postumus begon zijn vijfde consulaat op 1 januari 269, maar het leger in Germania Superior, dat niet gelukkig was met Postumus' beslissing om geen mars op Rome te ondernemen ter ondersteuning van Aureolus, schaarde zich begin 269 achter een usurpator. De uitverkorene was Laelianus, een van de topmilitairen binnen het bewind en de gouverneur van de provincie Germania Superior. Laelianus werd in Mogontiacum (Mainz) tot keizer uitgeroepen door het lokale garnizoen en de nabij gelegen troepen (Legio XXII Primigenia). Hoewel Postumus in staat bleek om Mogontiacum snel in te nemen en Laelianus te doden, kon hij zijn eigen troepen niet in de hand houden. Omdat hij hen niet toestond om de stad Mogontiacum te plunderen, keerden zij zich tegen hem en doodden hem en zijn zoon Postumus Junior.
Na de dood van Postumus verloor het Gallische keizerrijk zijn controle over Britannia en Hispania. De rest van het Gallische keizerrijk, Gallia en de twee Germania's, viel toe aan Marcus Aurelius Marius - voor enkele maanden.
Postumus wordt in de Historia Augusta genoemd als een van de Dertig Tirannen. Traditioneel was men van oordeel dat zijn regering zou zijn begonnen in 259. De moderne wetenschap neigt echter naar de mening dat de zomer of herfst van 260 een waarschijnlijker startpunt is van Postumus' keizerschap.

## Voetnoten
1. ↑  Gezien zijn afkomst, het feit dat hij in 260 keizer werd, kan hij in 260 niet veel jonger dan 35 en niet veel ouder dan 45 zijn geweest.
2. ↑  State, Paul F., A Brief History of the Netherlands, Infobase Publishing, 2008, blz. 8.
3. ↑  Regionaal Archief Tilburg - II. Romeinen in Deusone.
4. ↑  Regionaal Archief Tilburg, "Heel anders staat het met aanwijzingen voor bewoning in de Romeinse tijd. Die ontbreken nagenoeg geheel. Een magere indicatie voor bewoning in die periode vormt de zogenaamde 'follis', een bronzen munt uit de periode van Constantijn de Grote (308-337 na Chr.)".
5. ↑  (de)  Wolfgang Haasse,
Religion (Heidentum: die Religiösen verhältnisse in den provinzen): Volume 18, blz 625-626.
6. 1 2 3 4  (en)  J. Lendering, art. Gallic Empire, Livius.org (2005, 2017).
7. 1 2 3 4  Potter, blz. 257.
8. 1 2  Southern, blz. 79.
9. 1 2 3 4 5 6 7 8  M. Polfer, art. Postumus (A.D. 260-269), in DIR (2000).
10. 1 2 3  Southern, blz. 98.
11. 1 2  Southern, blz. 97.
12. 1 2  Potter, blz. 260.
13. ↑  Potter, blz. 256.
14. ↑  Southern, blz. 118.
15. ↑  Southern, blz. 217.
16. ↑  M. Polfer, art. Postumus (A.D. 260-269), in DIR (2000); Canduci, blz. 88.
17. 1 2  Potter, blz. 261.
18. ↑  Southern, blz. 106; Canduci, blz. 89.
19. ↑  Potter, blz. 264.
20. ↑  M. Polfer, art. Postumus (A.D. 260-269), in DIR (2000), Potter, blz. 265.
21. ↑  M. Polfer, art. Postumus (A.D. 260-269), in DIR (2000); Canduci, blz. 89; Aurelius Victor, XXXIII 8; Eutropius, IX 9.1.
22. ↑  Potter, blz. 266.

### Secundaire bronnen
- (nl)  Jona Lendering, Arjen Bosman, De rand van het Rijk, De Romeinen en de Lage Landen, Athenaeum-Polak & Van Gennep, Amsterdam, 2010, ISBN 978-90-253-6726-8
- (en)  Southern, P. The Roman Empire from Severus to Constantine, Routledge, 2001
- (en)  Potter, David Stone, The Roman Empire at Bay, AD 180-395, Routledge, 2004
- (en)  Jones, A.H.M., Martindale, J.R., The Prosopography of the Later Roman Empire, Vol. I: AD260-395, Cambridge University Press, 1971
- (en)  Drinkwater, John F., The Gallic empire. Separatism and continuity in the North-Western provinces of the Roman empire A.D. 260–274. Steiner, Stuttgart 1987. ISBN 3-515-04806-5 (Historia Einzelschriften, 52),
- (de)  Ingemar König: Die gallischen Usurpatoren von Postumus bis Tetricus. Beck, München 1981. ISBN 3-406-04801-3 (Vestigia, 31)